# Biserica luterană din Chișinău
Biserica Luterană din Chișinău (în germană Lutherische Kirche in Chișinău) a fost construită în 1838 de comunitatea luterano-evanghelică a capitalei guberniale, înființată în 1825 de germanii veniți din regiunile rusești. Era situată pe str. Aleksandrovskaia (azi bd. Ștefan cel Mare și Sfânt) la colțul cartierului unde se află Opera Națională, vizavi de fostul Club al Nobilimii Basarabene.
Biserica, de plan tip sală, avea o singură navă cu absida altarului poligonală la est, acoperită în două pante,cu frontoane la pereții laterali, încununați cu cruci. Spre vest se ridica clopotnița cu o arhitectură neogotică, alipită, probabil, la sf. sec. al XIX-lea. Între biserică și clopotniță a fost introdus un mic pridvor, prin care se intra în biserică, evidențiat printr-un portal în arc ogival. Turnul prismatic, cu acoperiș plat, avea fațade soluționate identic, cu golurile camerei clopotelor în arc ogival, amplasate sub cornișa crenelată. Mai jos se afla discul orologiului sub care se găsea fereastra înaltă și îngustă a scării. Elementele clopotniței subliniau prin formele lor verticalitatea turnului, care părea disproporționat față de corpul bisericii.
Biserica Luterană a fost demolată în 1960, la dispoziția autorităților comuniste.